# アクアラング
アクアラングは、スキューバダイビングで用いられるダイビング器材。世界初のオープンサーキット式器材であり、広く普及し商業的な成功を収めた。開発はパリで1943年にエミール・ガニアンとジャック＝イヴ・クストーによって行われた。この世界初のレギュレータの開発によりスクーバダイビングが誕生。”アクアラング”という言葉はスクーバダイビングの代名詞となった。

## 注
1. ↑  開式、呼気を水中に排出する方式[1][2]